# Miner de Mèxic
El miner de Mèxic (Sclerurus mexicanus) és una espècie d'ocell de la família dels furnàrids (Furnariidae).

## Hàbitat i distribució
Habita el sotabosc de la selva humida, localment a les terres baixes i muntanyes fins als 2000 m, des de Mèxic a Hidalgo, est de Puebla, Veracruz, Oaxaca i Chiapas, cap al sud, a través de Guatemala, Hondures i Costa Rica fins Panamà.